# 大磡村

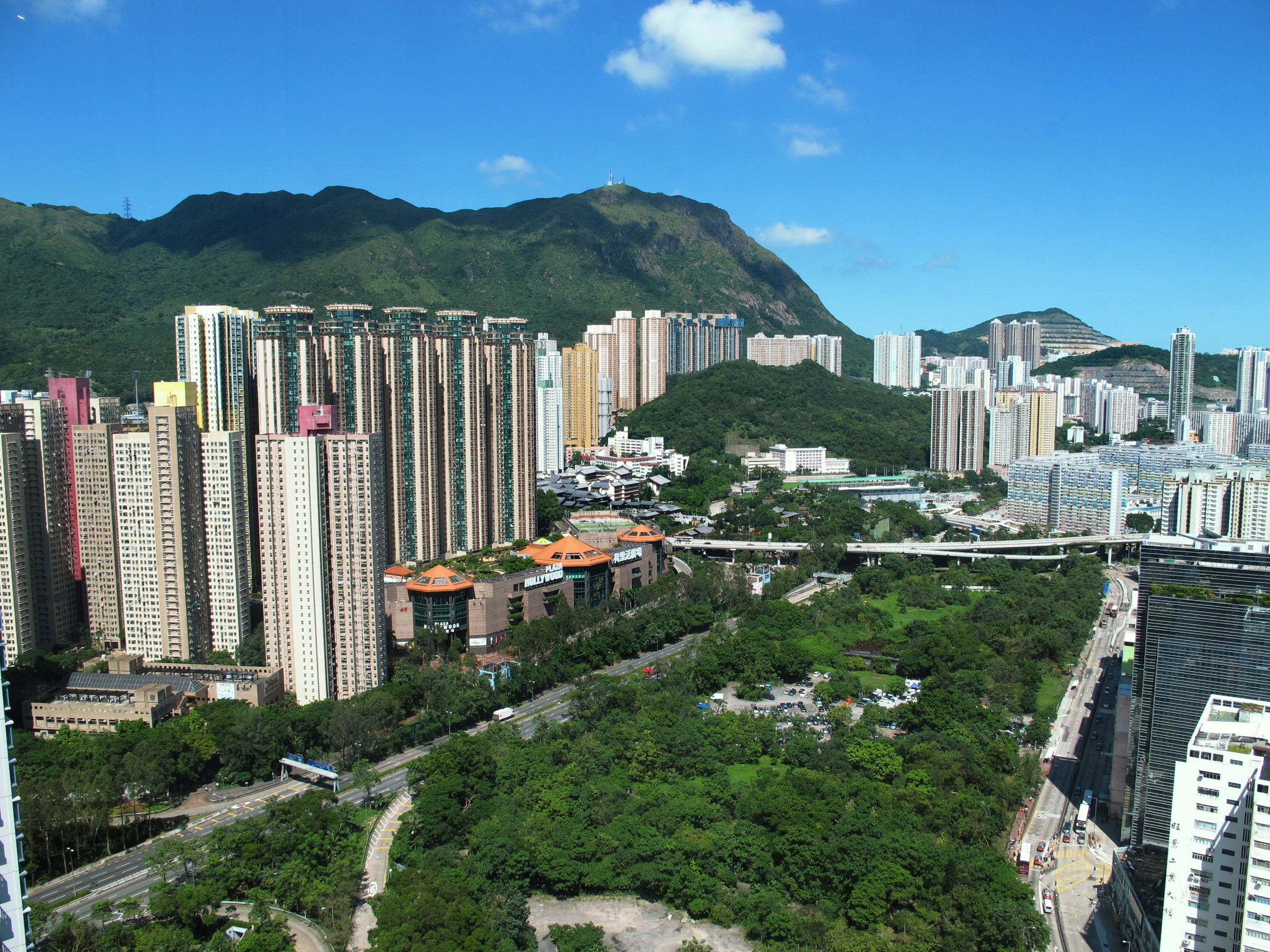
大磡龍蟠苑、星河明居及大磡村舊址（2012年7月）

大磡村（英語：Tai Hom Village）位於九龍鑽石山與新蒲崗之間，香港九龍十三鄉之一。大磡村曾是香港市區大型寮屋區，與東瓦窰頭村、上元嶺村及下元嶺村組成鑽石山寮屋區，佔地7.18公頃，於2001年完成清拆。

## 地理

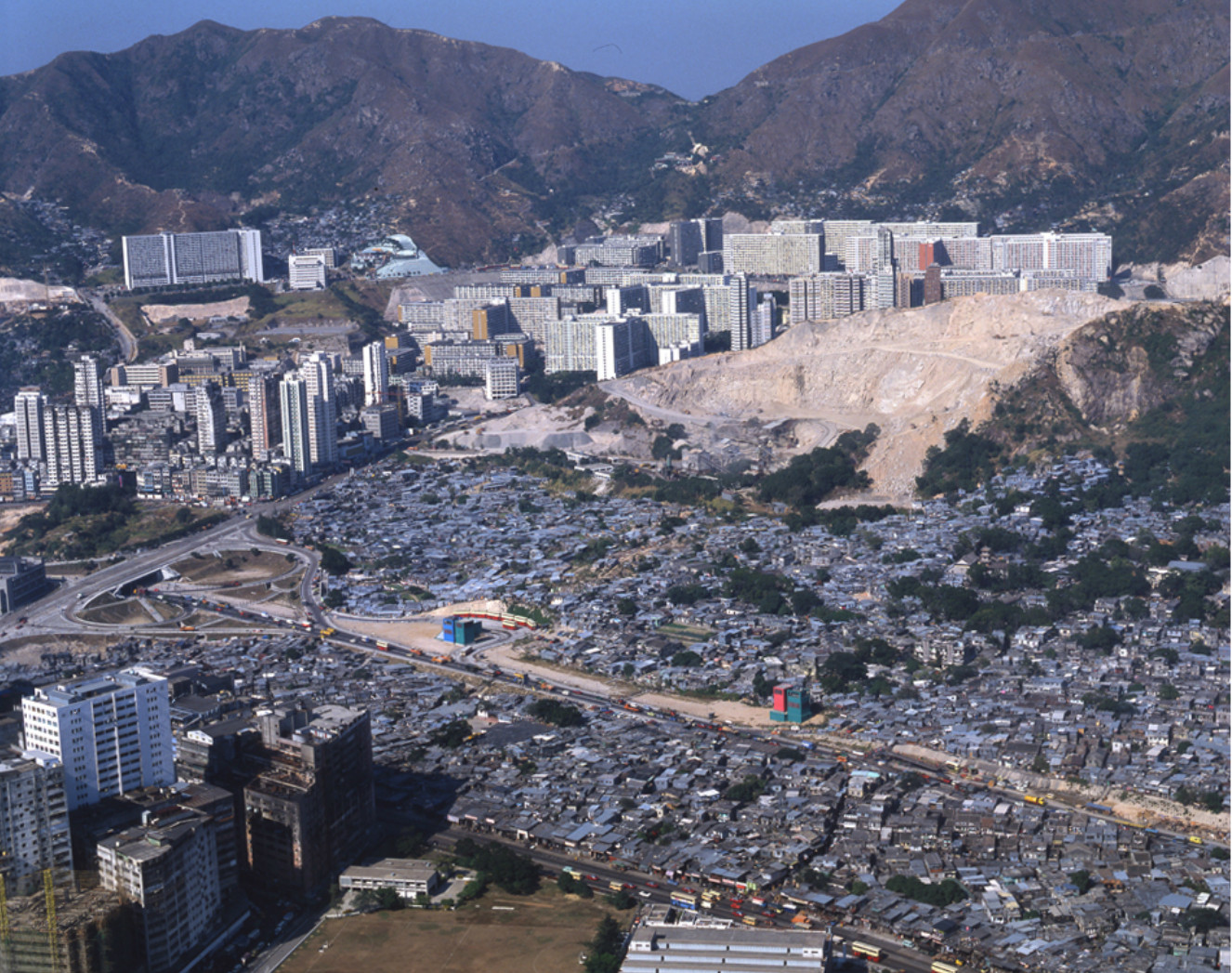
鑽石山寮屋區，正中間是龍翔道，道路下方為大磡村，上方為今荷里活廣場一帶

大磡位於鑽石山山麓，是鑽石山與蒲崗之間的一片坡地，即鳳德道與彩虹道之間的地帶。龍翔道於1960年代通車後，將大磡一分為二，北部一半大磡村原址於八、九十年代開始重建成龍蟠苑、星河明居及悅庭軒；南部由大磡村與瓦窰頭村湊合而成的延展部分維持寮屋區狀態直至2000年才清拆。

## 村落歷史
大磡村曾出土過兩宋時期的銅錢和精緻瓷器，估計當時已經有居民。其後朱氏祖先朱居元在乾隆年間帶同夫人及8名兒子從廣東省梅州庇長樂縣（ 今天的五華縣 ）遷居新安縣九龍沙挖埔（沙埔仔），以採石為業。其後第八子朱仁鳳向清廷購下現今鑽石山以南的田地，遷居大磡村，立村建祠，養豬種田，發展成小村落。
直至1950年代香港工業興起，才漸漸產生出小型工廠，人口亦旺盛起來，不少人買下地權，建立自己的家園。不過到1970至80年代經濟起飛時，不少人已搬遷去環境較佳的地方，其後當地寮屋經歷多次的業權轉讓。在大磡村於2000年清拆時，只餘第七代後人朱三德一人仍然居於村內。

### 「大磡三寶」
大磡村內的大觀園曾為高尚住宅區，大部分居民是於1950年代從北京和上海抵達香港的富有人家，全村只有22戶，每戶均設花園，環境幽雅。前香港大學教授劉少卿一家居此數十年，直到清拆才搬出。
大觀園四號石屋「石寓」為已故影星喬宏故居，亦是典型的早期花崗岩建築，石塊來自附近鑽石山石礦場，是清拆大磡村後獲保留唯一的房屋，其他獲得保留的還有大磡村的舊牌坊和地底軍事結構。大觀園四號石屋連同鄰近的前皇家空軍飛機庫及其附屬設施機槍堡，合稱為「大磡三寶」，將在大磡村重建後搬遷至發展區西面的鑽石山活水公園。

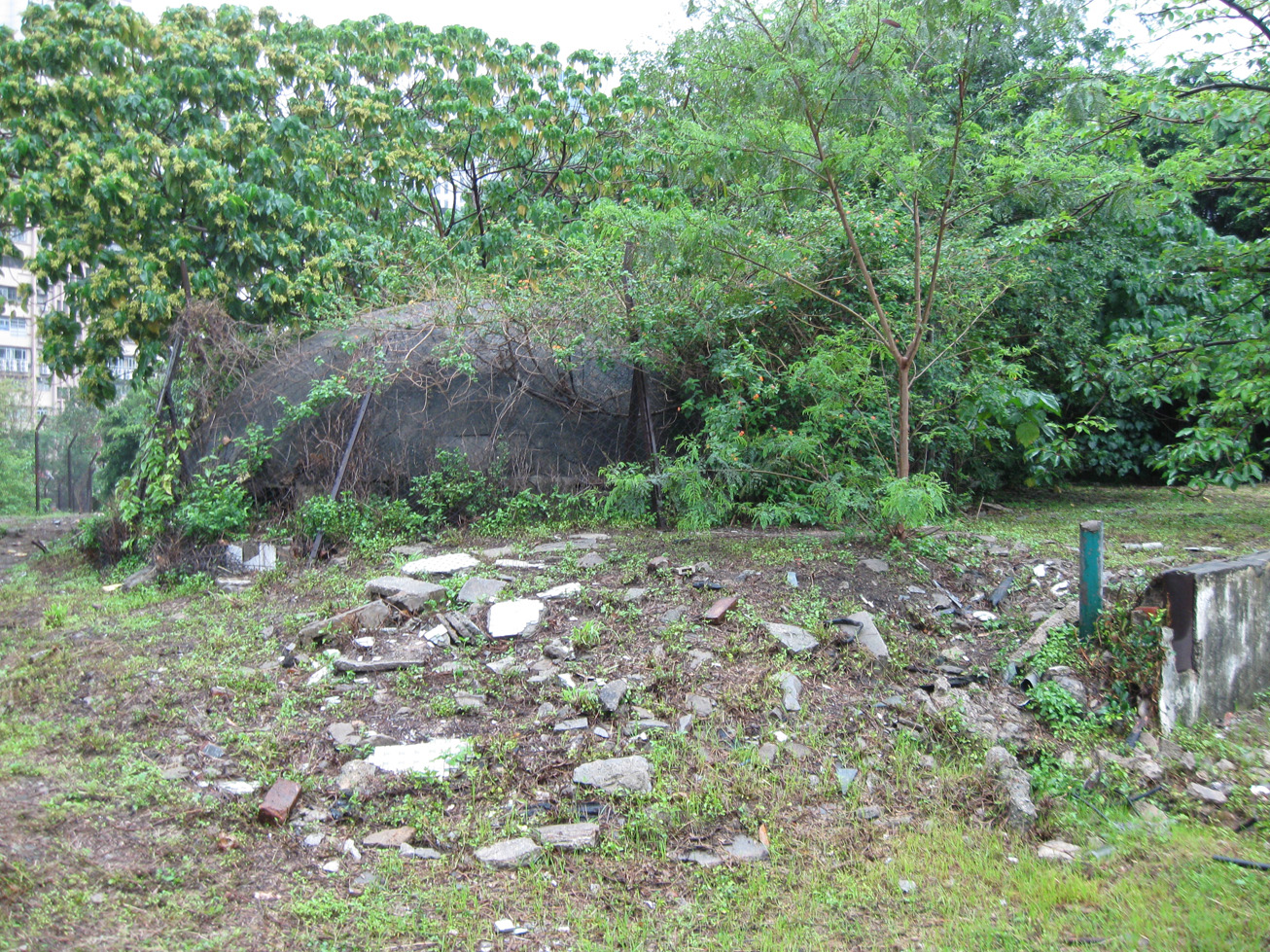
機槍堡
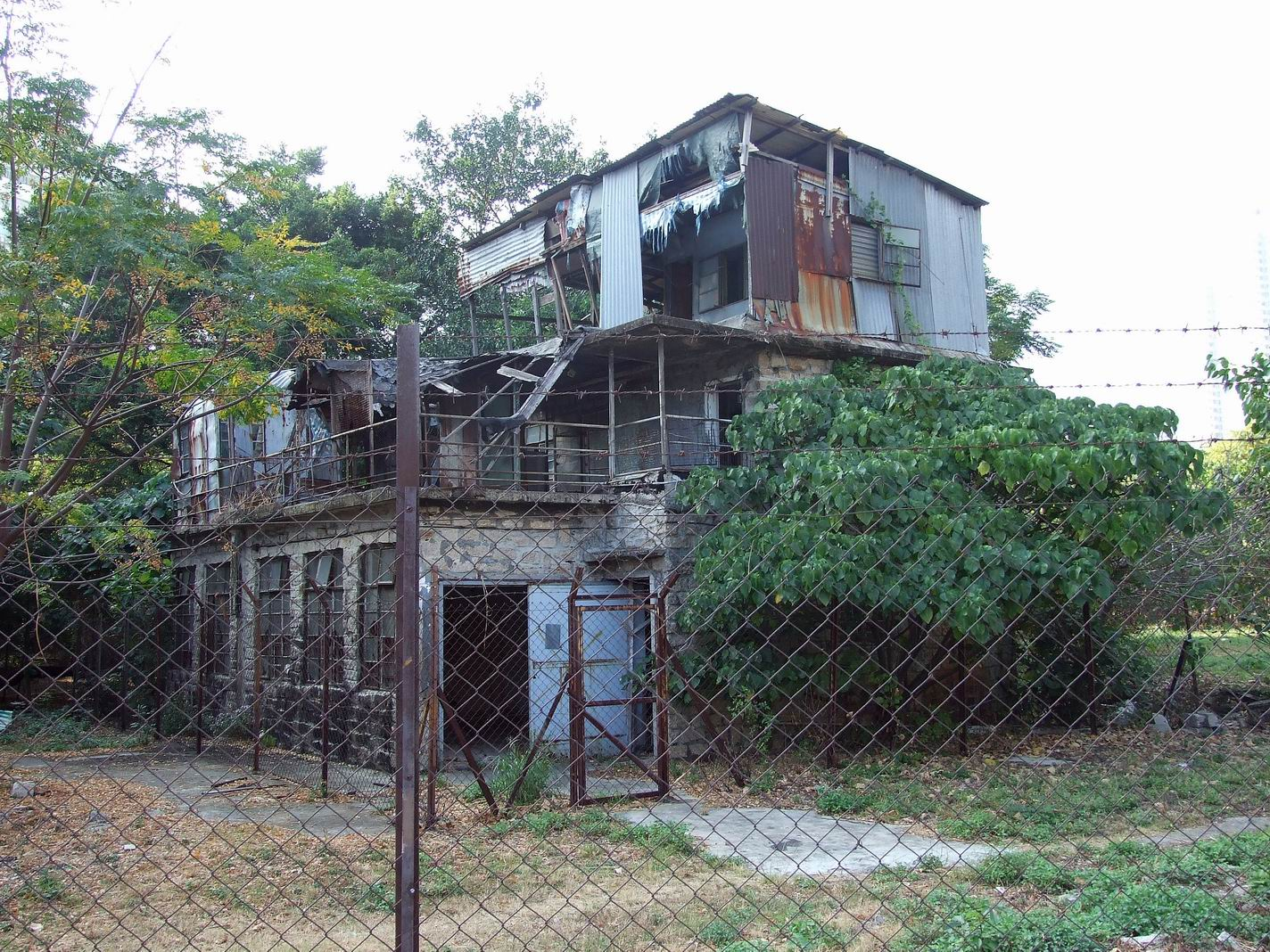
大觀園四號石屋
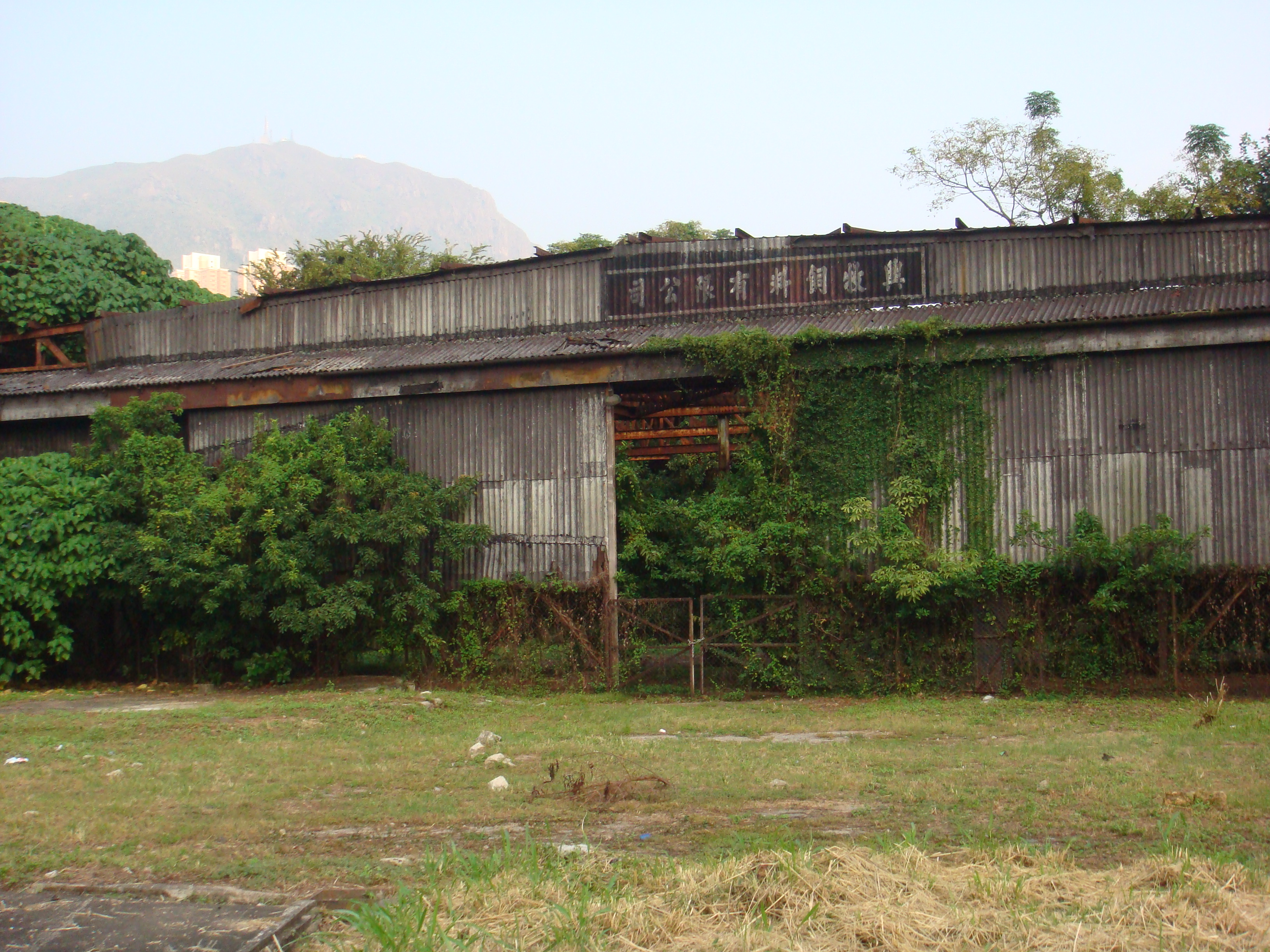
前皇家空軍飛機庫

### 大觀園農場
大觀園農場（Diamond Farm）佔地2萬平方呎，清拆前主要種植蘭花，是香港最早引種蘭花及保留最多名貴品種的蘭場。香港歷史最悠久的香港蘭藝會（Hong Kong Artistic Orchid Association）早期亦在大觀園進行聚會。
園主林肇熙在大磡村七號經營53年，於1948年與父親由新加坡來港興建大觀園農場，早年從外地將花卉運到香港培植，包括現時隨處可見的黃金菊、萬年青及芒樹等，成為香港的「綠化先驅」。
由於房屋署清拆賠償的100多萬元不足夠購買新農場，亦未獲安置公屋，林肇熙將1,000多盆值200多萬元的蘭花於2001年2月23日義賣，善款捐贈長者安居協會，吸引逾1,500市民到場，將蘭花一掃而空，共籌得的10萬7,000元。

### 發展為寮屋區
1950年代，數以十萬計的難民從中國大陸逃到香港，香港政府一時間無能力安置此批難民，故此容許他們搭建寮屋居住。部分難民在鑽石山搭建寮屋暫時棲身，難民不斷湧到，結果形成密密麻麻的寮屋區。此被稱為大磡村的寮屋區原來並非位於原大磡村的舊址，而是在原村南面在戰前稱為瓦窯頭村的位置，部分為第二次世界戰前及日佔時期的啟德機場。到1990年代末住了約2000多戶，絕大部分是商住戶，居民超過7,000人，四成屬原居民，大部分三代住在村內，經營食肆﹑修車﹑加工廠﹑家庭式輕工業及服務業等。
大磡村大部份建築為一至兩層高木屋、寮屋或者鐵皮屋。當中亦有專賣車仔麵的「友記小食店」、奶茶咖啡檔（主要位於新興路），還有一間古舊米舖。大磡村甚至獨立消防隊及童軍組織，儼然一自給自足的社區。與大磡村一路之隔的是高大華美住宅星河明居及大型商場廣場，兩者一富一貧成強烈對比。電影《香港有個荷里活》即以此為題材。
大磡村的南方為香港的主要工業區之一──新蒲崗，市民乘搭地鐵上下班時均需要通過大磡村，因此在上下班時間大磡村也十分熱鬧。

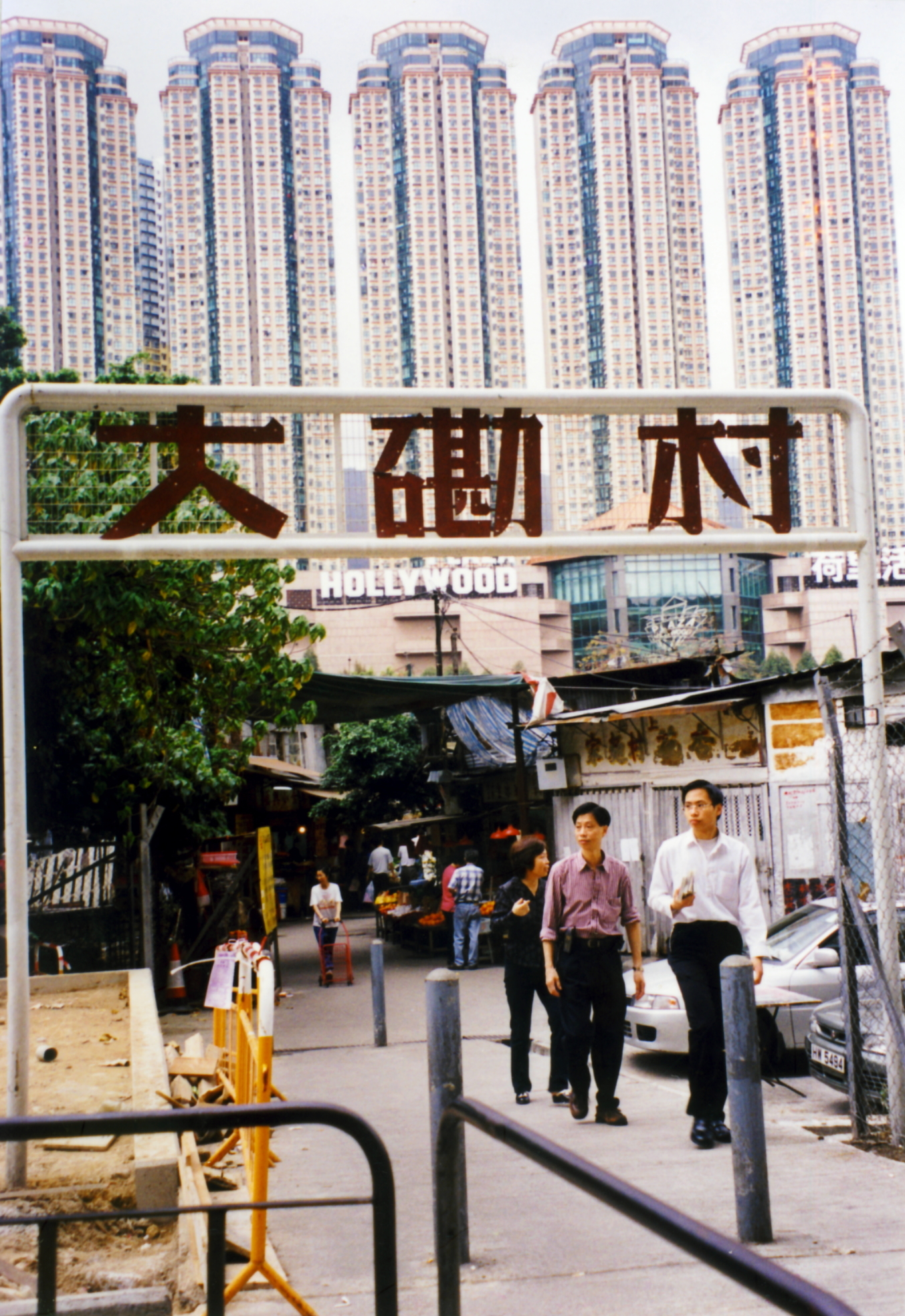
大磡村牌坊（1999年3月）
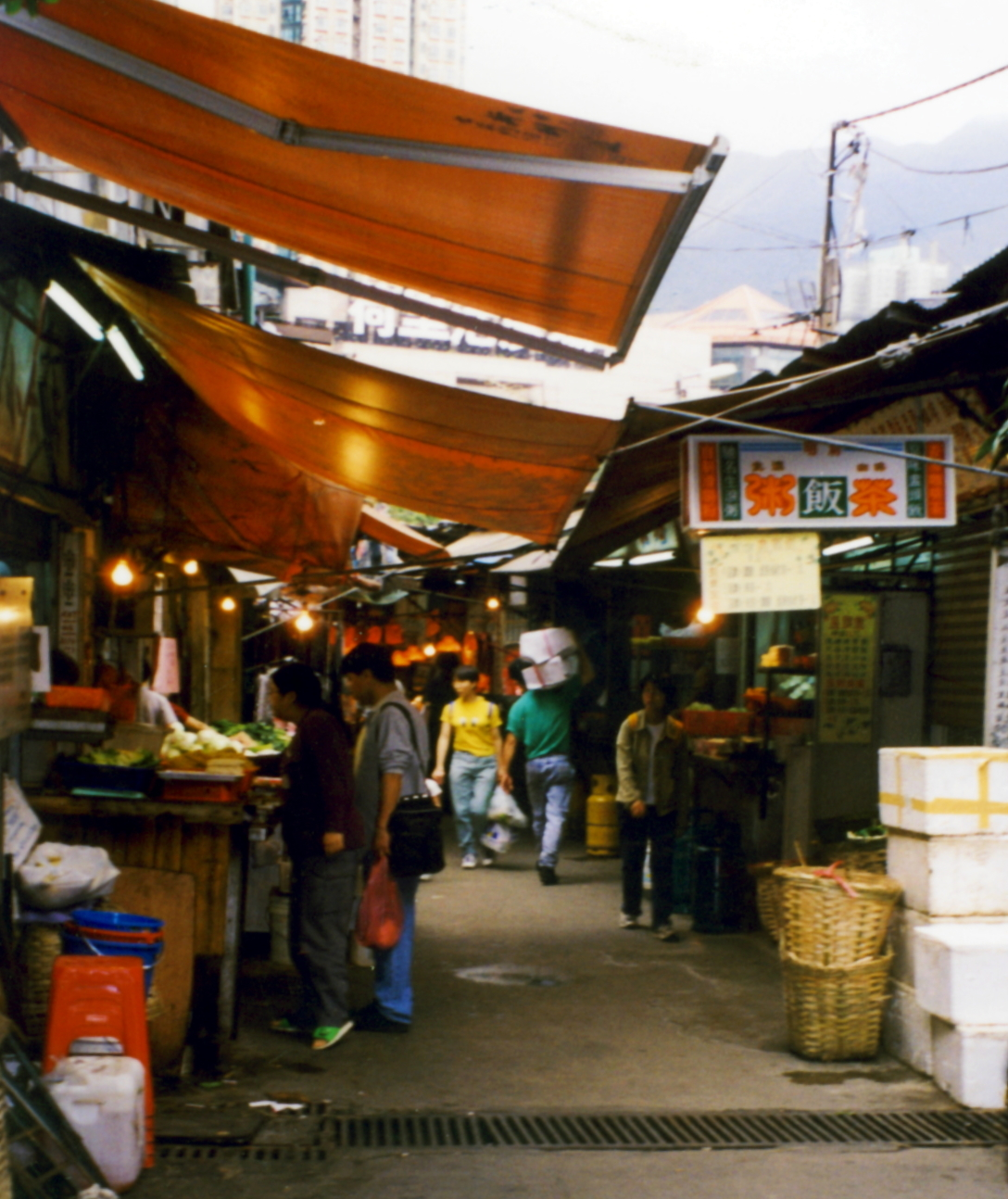
大磡村內的商店（1999年3月）
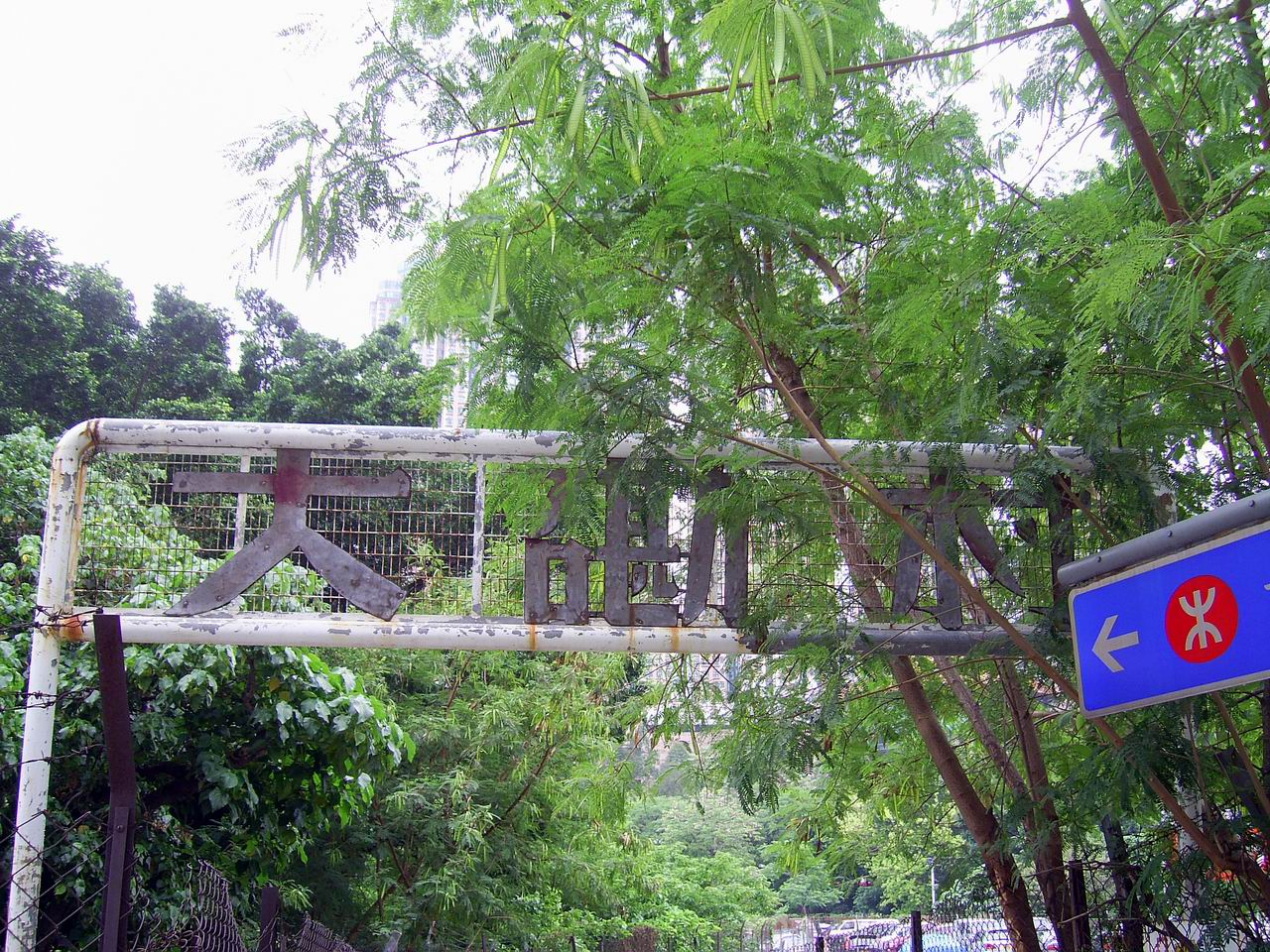
獲得保留的大磡村牌坊（2008年5月）

### 清拆
1982年，香港政府登記全香港所有寮屋，於1984年至1985年間對全香港寮屋居民進行普查及登記住戶。凡於1985年前在普查中登記的寮屋居民，並且居住在1982年登記的寮屋，均獲得入住香港公共房屋的資格。惟香港政府並無管制寮屋區人口的遷出遷入，雖然於1985年後遷入大磡村的人無編配公屋資格，但是住戶數目在15年間仍然有3倍的增長。
1998年8月25日，房屋署宣布清拆大磡村寮屋區，清拆工作原定分為8期進行，由2000年11月14日起至同年12月月底完成。大部分居民接受各項安置安排，當中逾880戶獲得配置租住預留當時新建的慈正邨，780戶獲得配置於葵盛東邨、石籬邨及位於屯門區當時新建的寶田邨，其餘的則參加各項置業資助計劃。
由於居民真金白銀買下寮屋，故不少人家境十分貧困，但政府賠償卻不足，如每名居民只得2000元搬遷津貼，加上他們獲派公屋後須交租，將加重他們的經濟負擔。廠商方面賠償更少，一間五人工廠只得60,000多元，不足以另覓地方復業，就算結束營業也不夠賠償工人，可說進退兩難。
因此自從宣佈清拆開始，居民成立鑽石山寮屋居民清拆權益組，不斷向房屋署表達「原區安置」及放寬「八四至八五年寮屋人口登記」規定的意願。1999年5月23日，近百名鑽石山大磡村的寮屋居民昨日於村內發起遊行﹐抗議房屋署剝奪居民原區安置權利﹐只安排居民搬往屯門﹑元朗等偏遠的中轉屋，要求房署落實原區安置受清拆影響的七千名居民。
不過房屋署以「維持現行安置政策」為理由，拒絕要求，分別於2001年2月13日、16日、20日及3月2日清場，期間不斷遇到部份居民的激烈抗爭。才剛完成清場的寮屋區於2月21日早上約9:30發生三級火警，大火燒毀了部份空置木屋，起火原因被消防人員定義為有可疑，為一週內該處第3次發生火災。

### 居住名人
香港不少港商界、娛樂界及政界名人在大磡村長大，包括震雄集團主席蔣震、前淘大董事長鄭誌坤、商人邱德根、已故名導演李翰祥﹑影星薛家燕﹑前行政會議成員王䓪鳴、粵劇名伶石燕子和任冰兒、天主教香港教區輔理主教夏志誠、演員戴耀明、劉德華等等。

## 公共屋邨及屋苑
大磡為黃大仙區內比較富裕的地區，以居屋和私人屋苑為主。

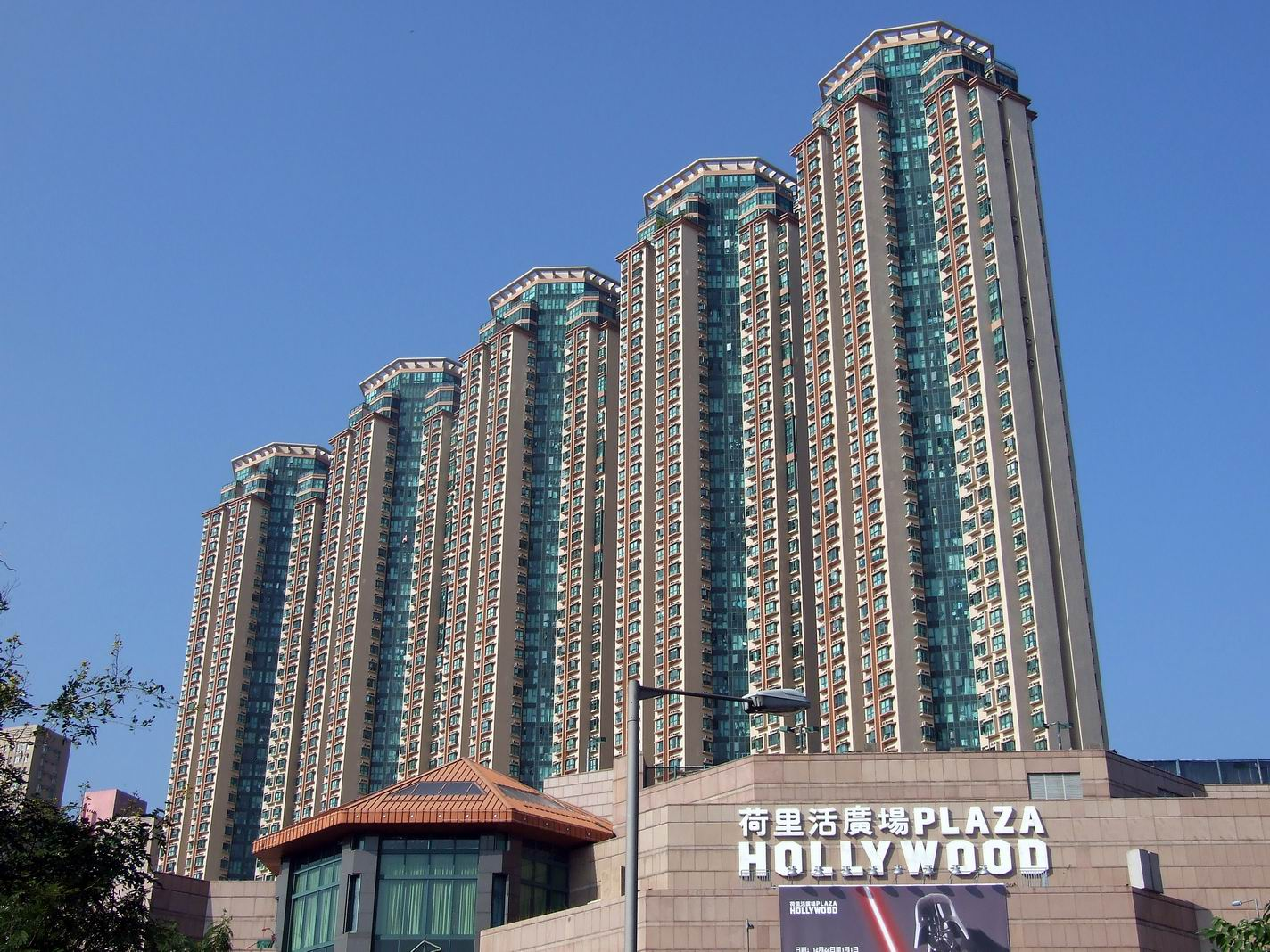
大磡星河明居及荷里活廣場

大磡有多個屋苑，包括（括號內為落成入伙年份）
- 龍蟠苑（1987、1991）
- 星河明居及荷里活廣場（1998）
- 悅庭軒（1998）
- 啟鑽苑（2021、2024）
- 啟翔苑（2023）

## 交通

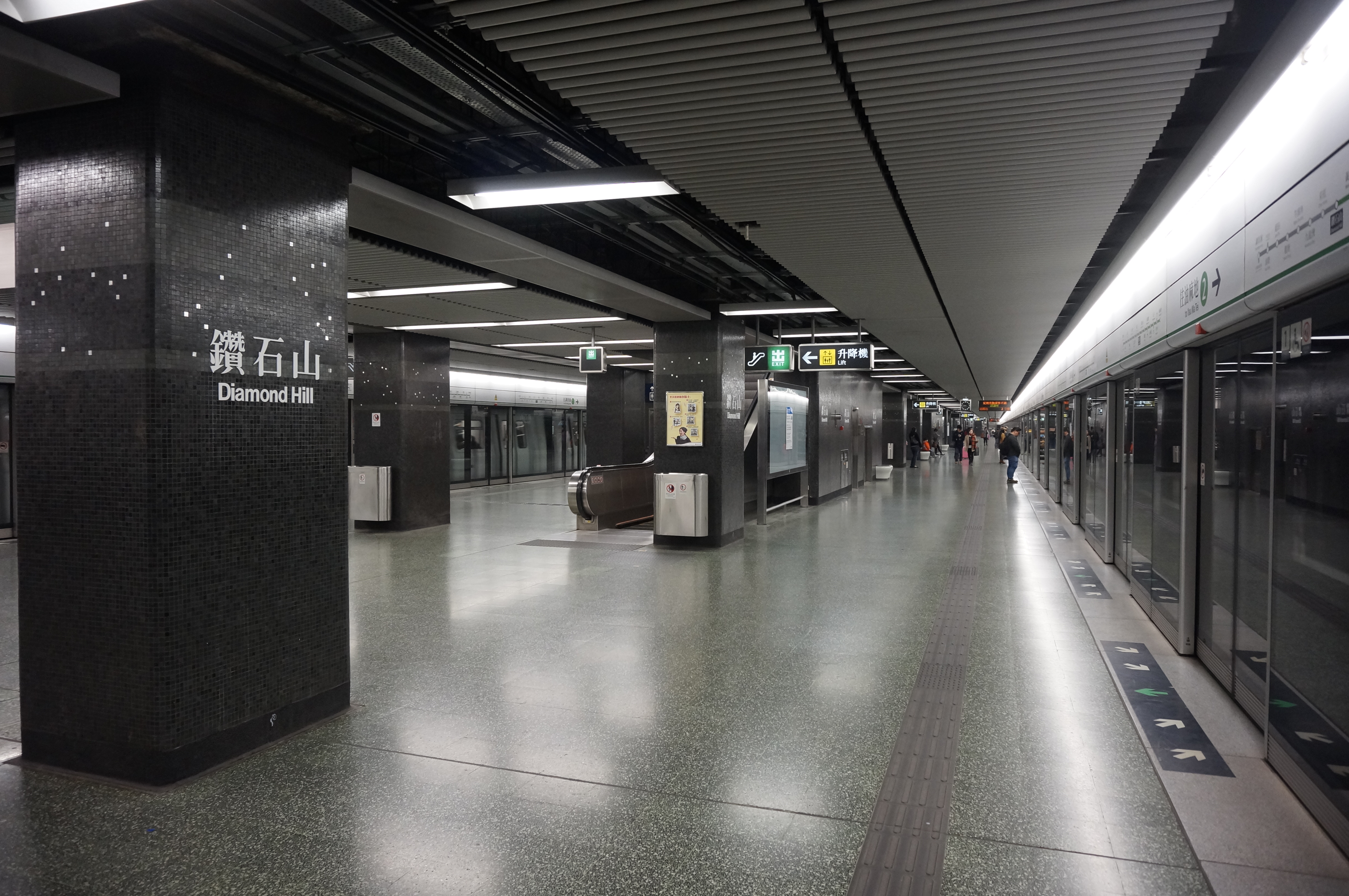
港鐵鑽石山站

## 發展項目

### 沙田至中環綫
- 2012年後因應大磡村空地正式動工興建沙中線（即現稱為屯馬綫）鑽石山站擴建大堂已於2016年中平頂。但因為沙田至中環綫工程不斷出現延誤及出現偷工減料醜聞而影響啟用時間。最終屯馬綫的鑽石山站以屯馬綫一期分别於2020年2月14日啟用。

### 鑽石山大磡邨興建綜合發展區

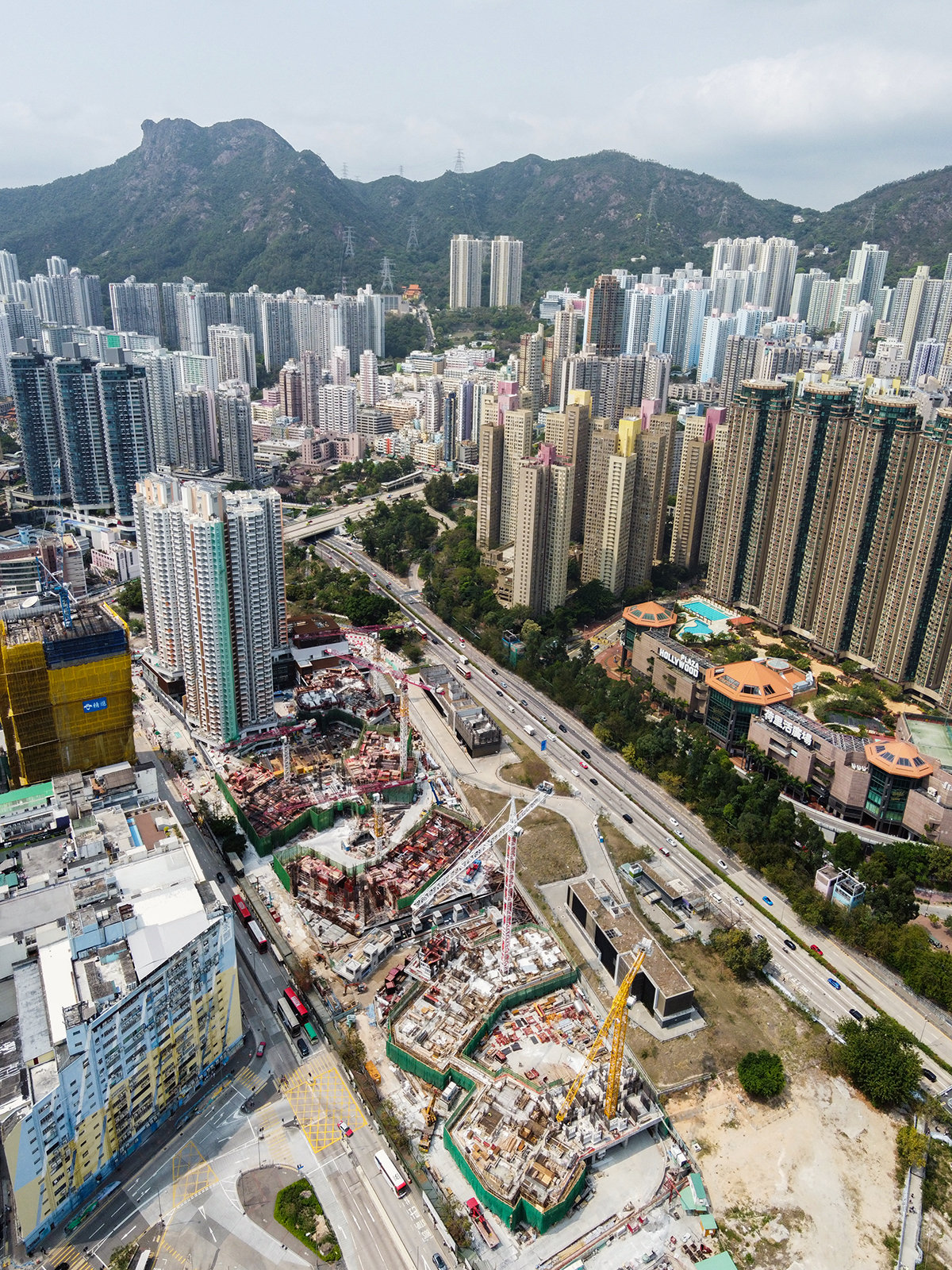
航拍啟鑽苑地盤（2021年3月）

- 2012年12月28日，規劃署向黃大仙區議會提交鑽石山綜合發展區的初步發展建議，將用地分為東、西、北和中央4個部分。中央部分將會作為主要的商業及住宅發展，並且分為兩個設計方案，兩方案將會提供8座建築物。第一個方案主要屬於私人發展，包括4座36至40層的私人住宅，2座20至22層的酒店式服務式住宅，1座15層的辦公室及1座25層、提供約588個客房的酒店。方案主要滿足區內對私人住宅的換樓客需求和配合區內旅遊業的發展，服務式住宅提供約480個單位。另外一個方案則顧及市場對資助房屋的需求，取消服務式住宅和其中一座私人住宅，改為興建3座34至38層的居屋，提供860個單位，私人住宅單位則因而較方案一的1128伙減少約36%，至718伙。為了減低屏風樓的問題，有關部門建議建築物的高度不得逾主水平基準上140米，採用梯級式概念，保留大有街等3條不同空氣流通的走廊，亦建議在地盤西面撥出1.6公頃作為休憩用地，以活水公園為主題，活化啟德明渠及重置「大磡三寶」[22]。而地盤北面將會設有一座2至3層的特色建築，以配合地區對文化、電影和創意產業等的需求；東面則可以作為宗教、教育或者文化等用途[23]。2013年9月，鑽石山綜合發展區的修訂發展方案曝光，鑑於公營房屋需求急增，規劃署大幅度地修訂發展方案，由原來以服務式住宅、酒店及辦公室為主導的發展模式，全盤推翻，更改為純公營房屋項目，擬建多達9幢居屋及3幢公共房屋，樓高35至46層，並且加大發展用地面積及發展密度，淨地積比達7.29倍，使到可以興建單位增加至4,200個，合共提供3,120個居屋單位及約1,000個公共房屋單位。由於房屋署認為黃大仙區區內的零售設施充足，故此建議闢設地下購物街以連接日後落成的鑽石山站，沿彩虹道設置一排街舖。四美街巴士站將會重置在發展區東面，以騰出土地興建6層高的聯用樓宇，作為社會福利設施及創意工業用途。另外，規劃署建議孔教學院發展位置改作綜合發展區區內，西部位置預留作為黃大仙祠日後擴建用途[24]。

#### 房屋
- 2016年5月，城規會通過發展4,000個公屋和居屋單位。房委會當初預計第一期公屋在於2021年落成，第二期公屋於2023年落成，居屋則於2022年落成。整個項目將由劉榮廣伍振民建築師事務所與房屋署總建築師（5）合作設計。當中，居屋於2019年7月初命名為啟翔苑，並於「居屋2020」發售。曾於2020年施政報告中，政府宣佈將第二期公屋納入「綠置居2021」的「綠置居2021（甲）」，預計將於2021年5月售予合資格人士。雖然公屋項目中的一期項目早於2017年動工，並將於2021年落成，惟至2021年1月11日政府宣佈將二期公屋納入為「綠置居2021（甲）」後翌日，房委會才向黃大仙區議會提交文件，將屋苑定名為啟鑽苑[25][26]，反而遲一年動工的居屋項目已於2019年7月初命名為啟翔苑。

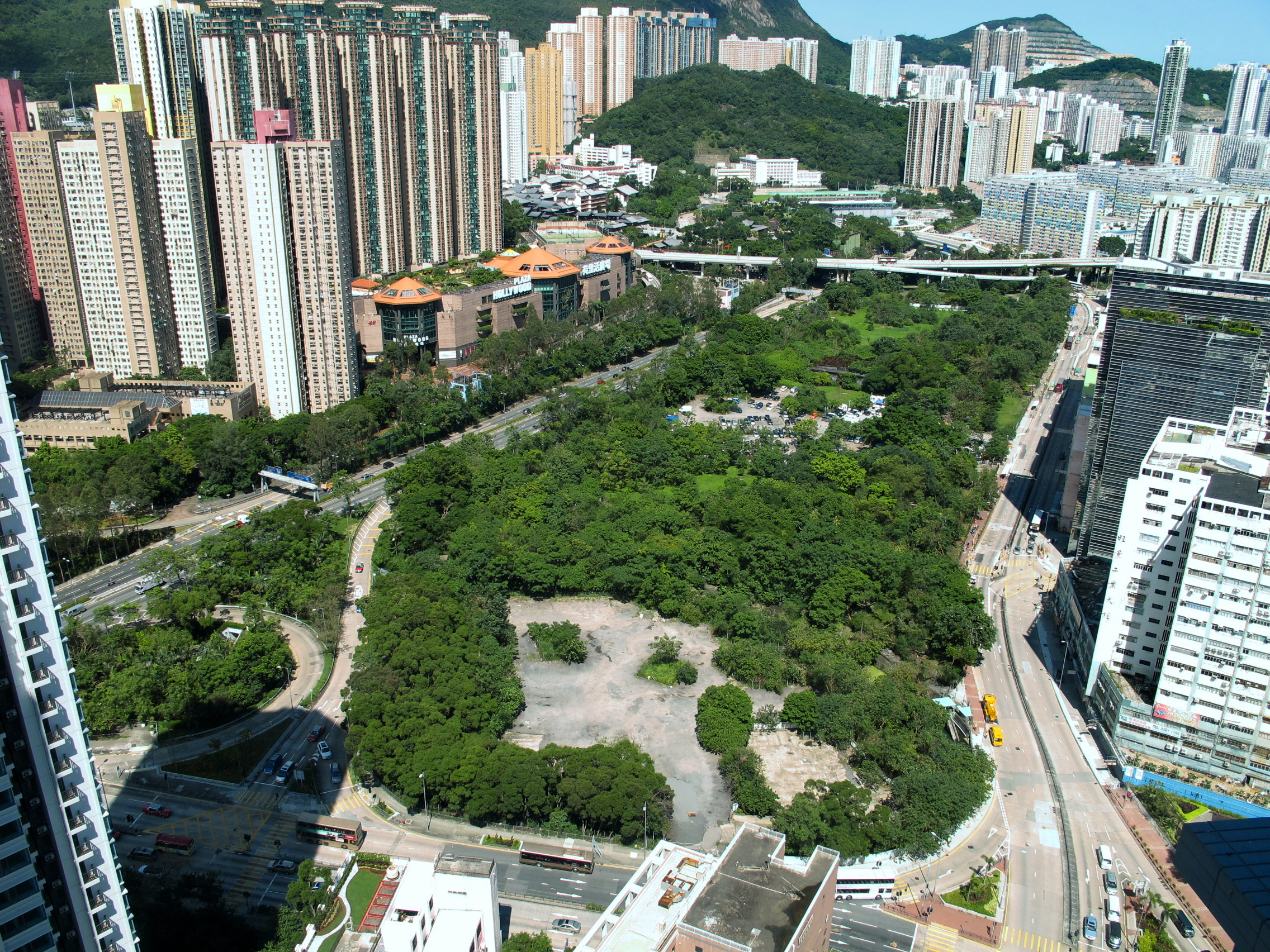
動工前的大磡村舊址（2012年7月）
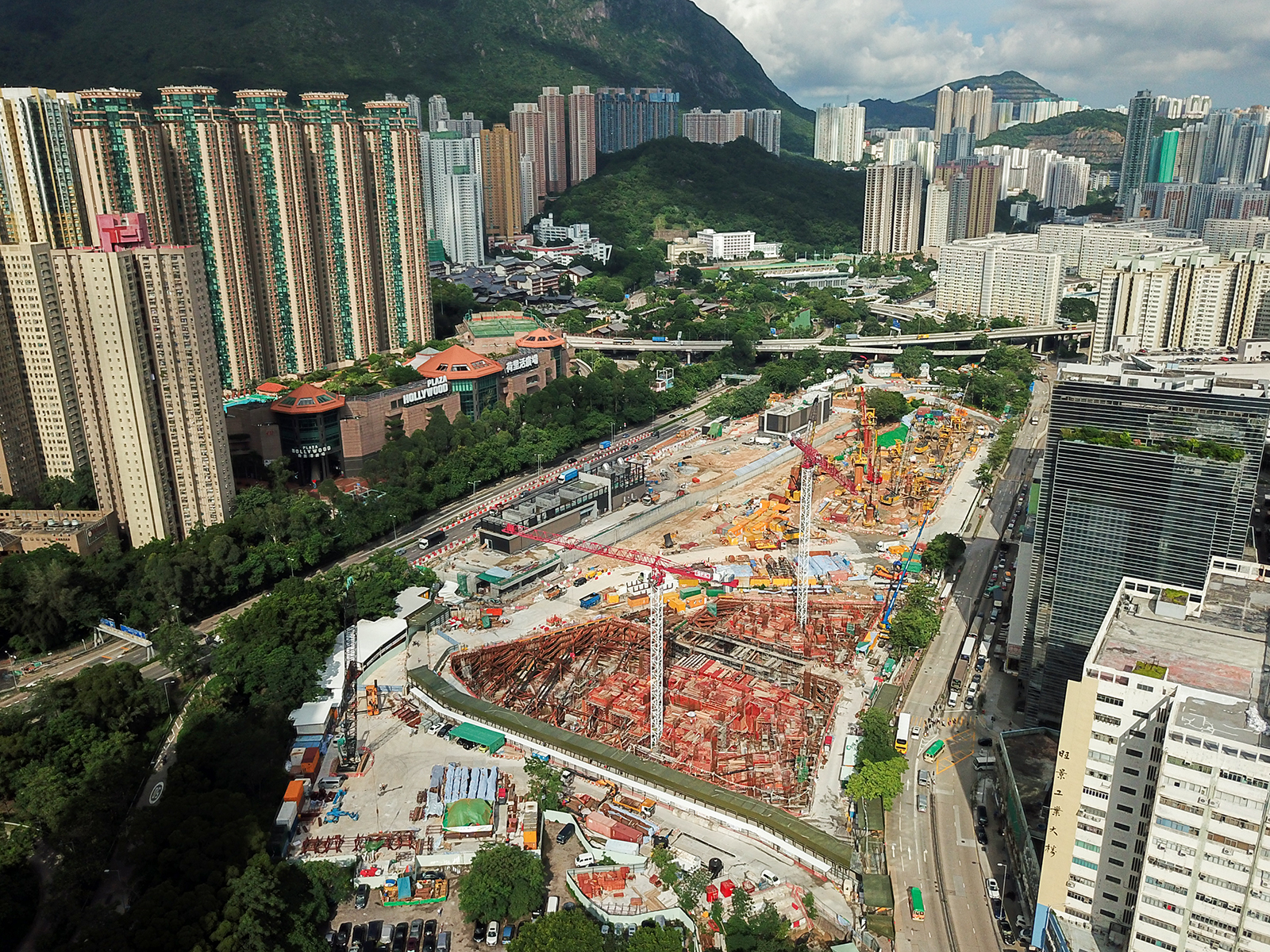
公屋啟鑽苑（下方）及居屋啟翔苑（上方）地盤（2018年7月）
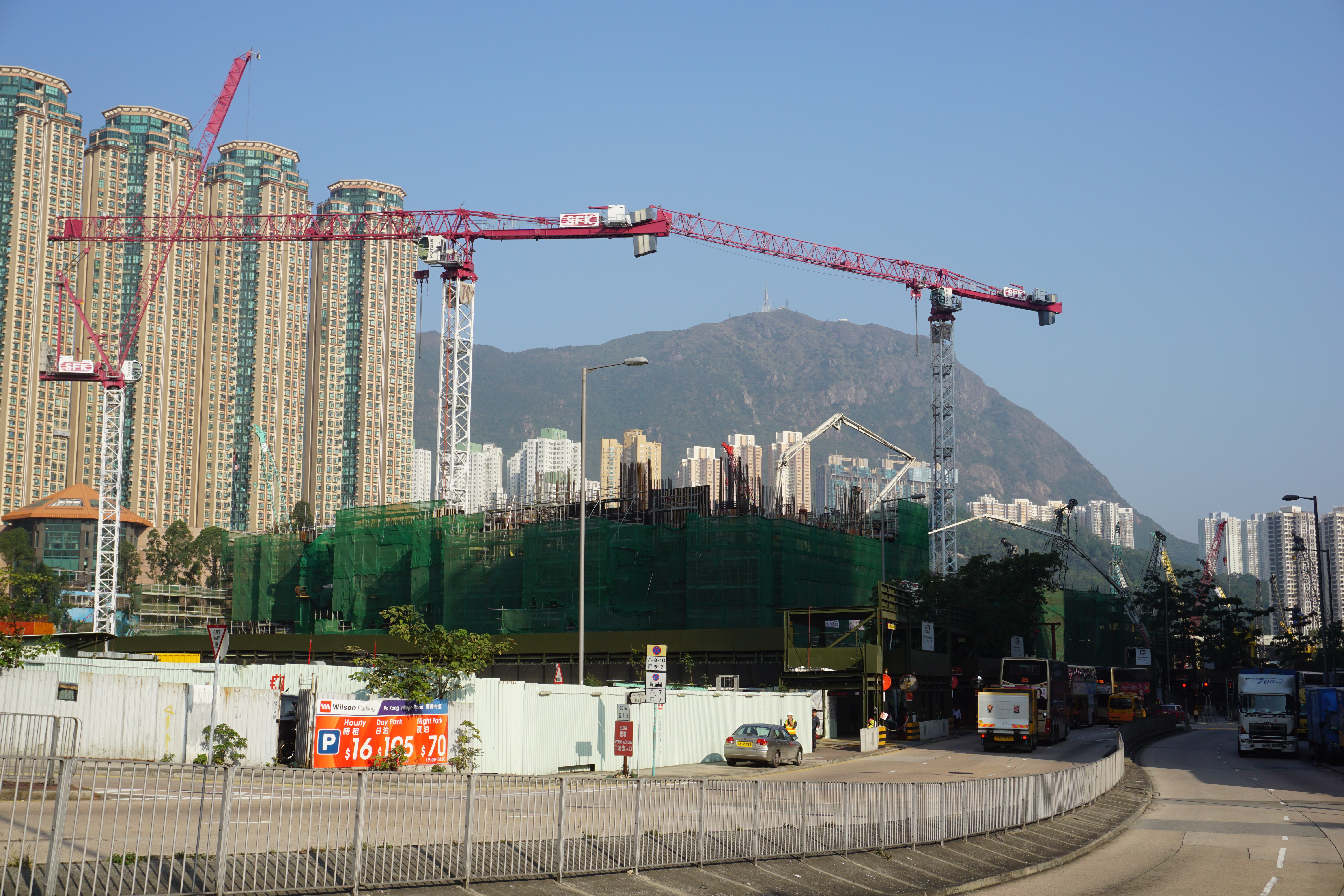
啟鑽苑地盤（2019年1月）
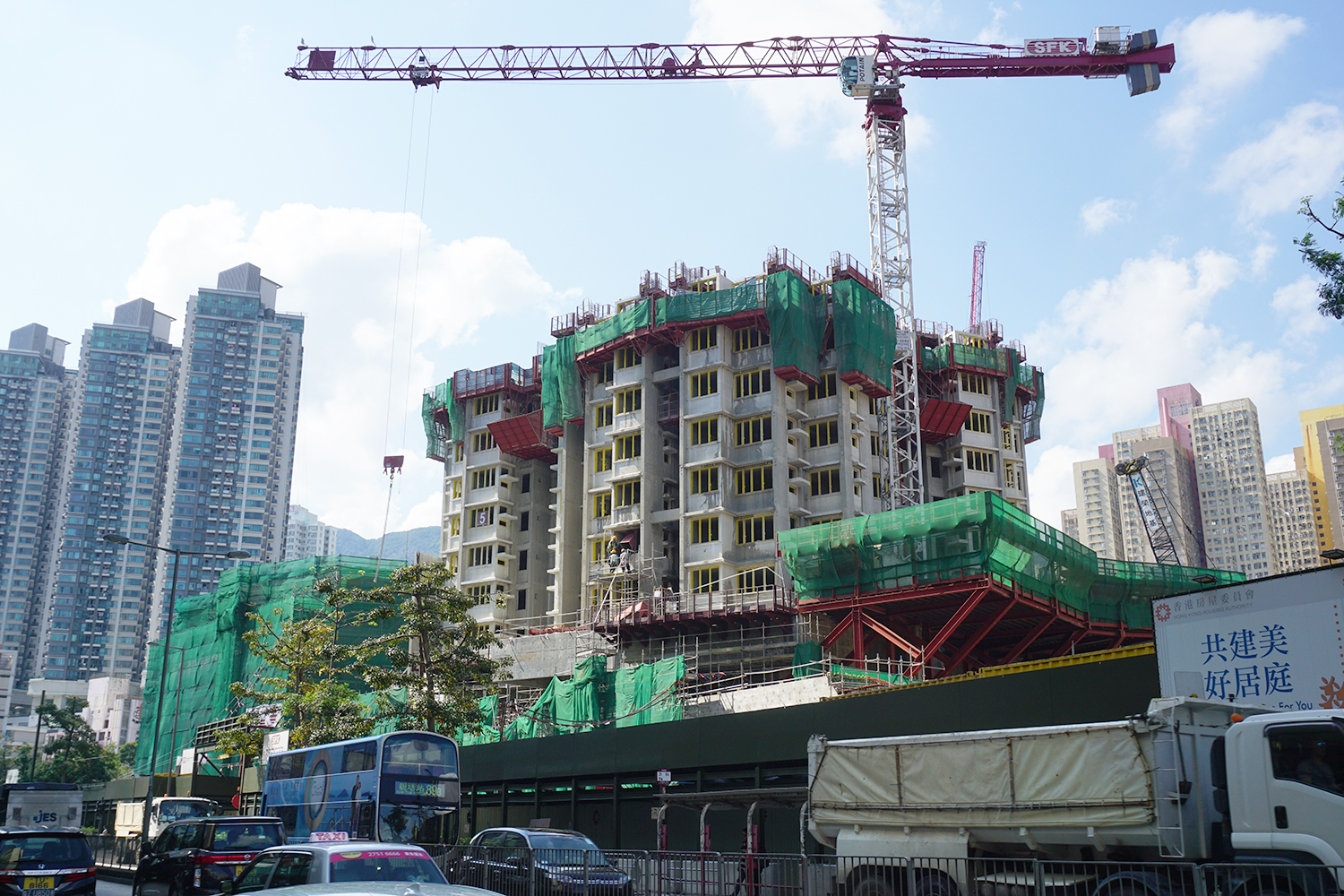
啟鑽苑第一期地盤（2019年4月）
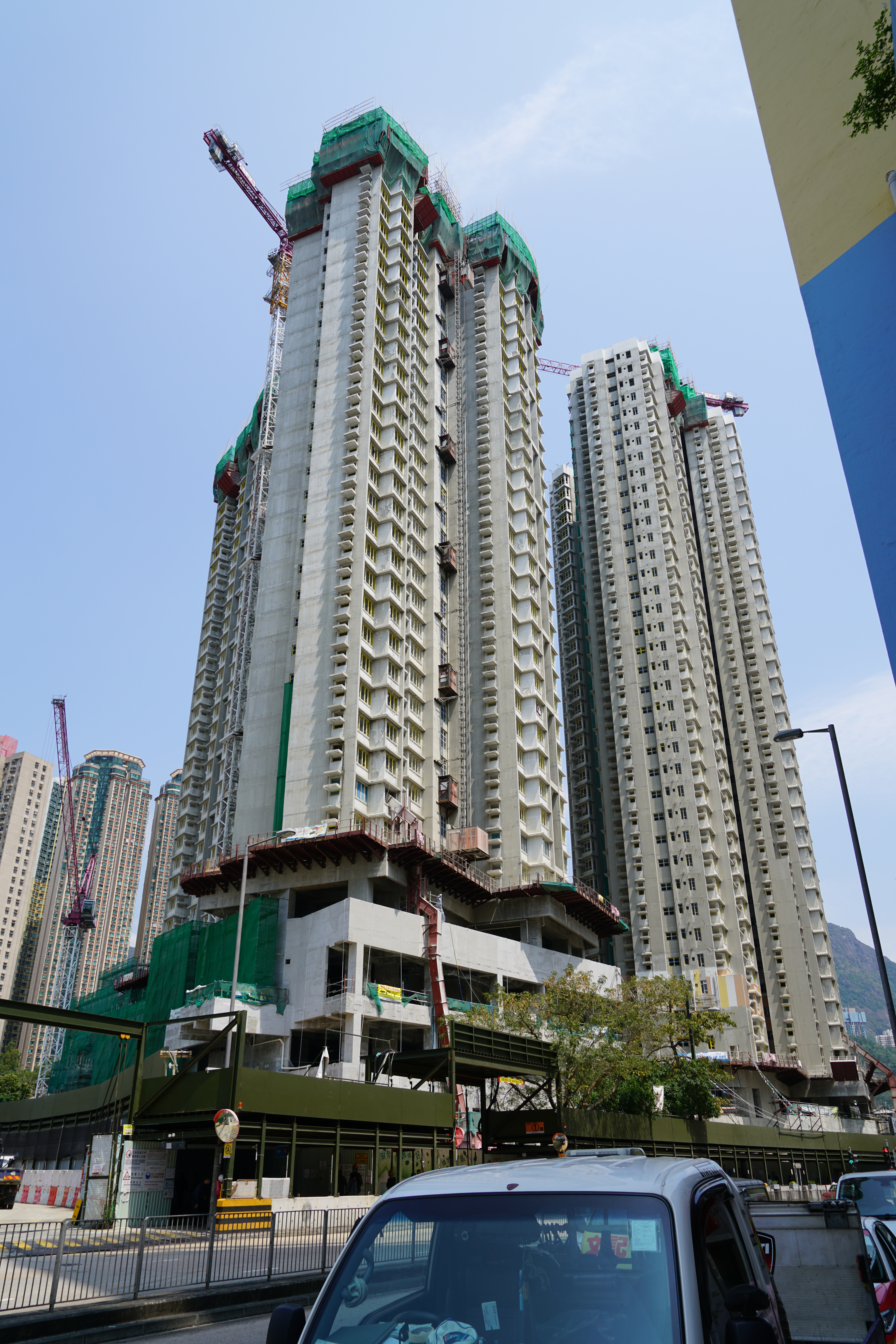
啟鑽苑第一期地盤（2020年3月）
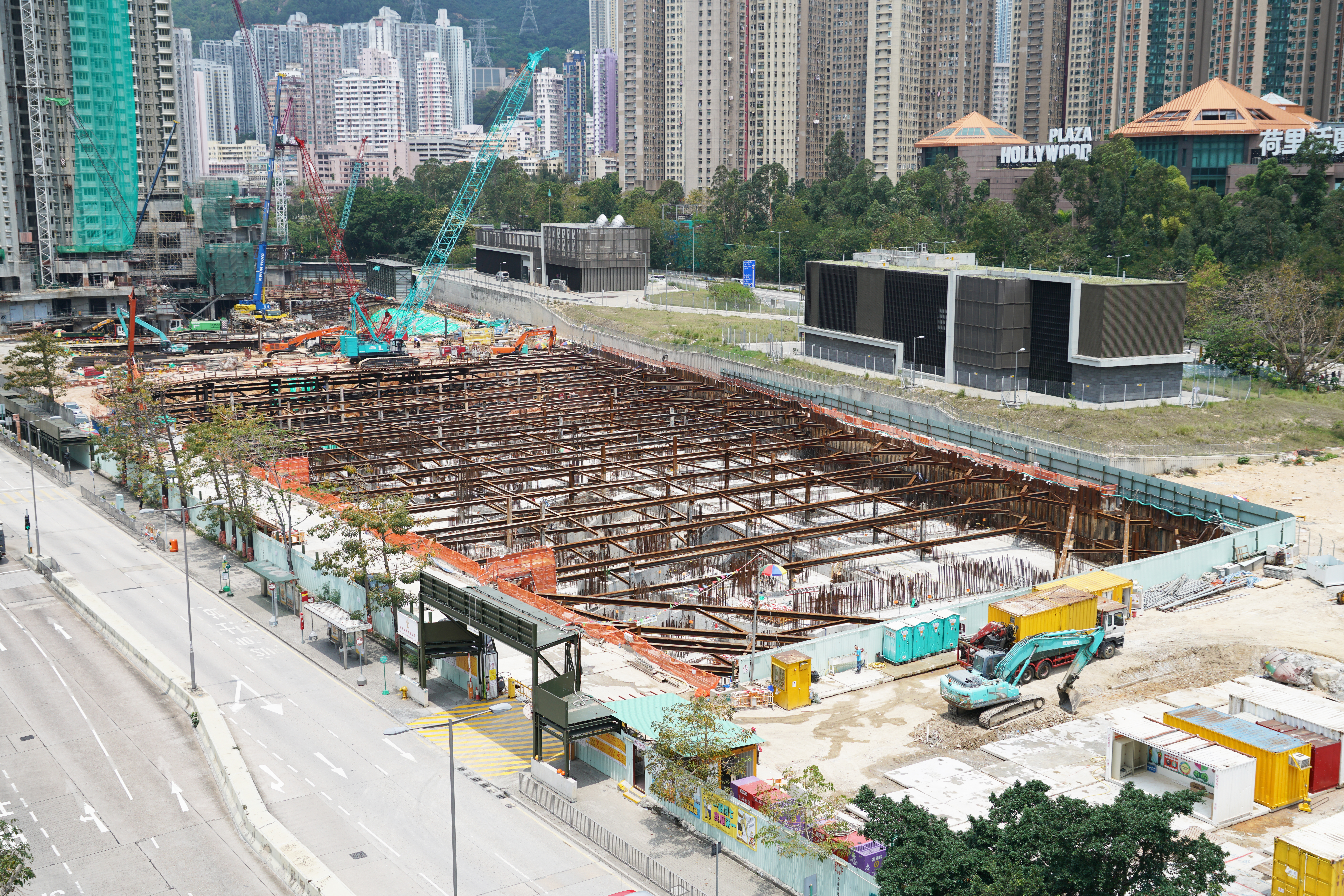
啟翔苑及啟鑽苑第二期地盤（2020年4月）
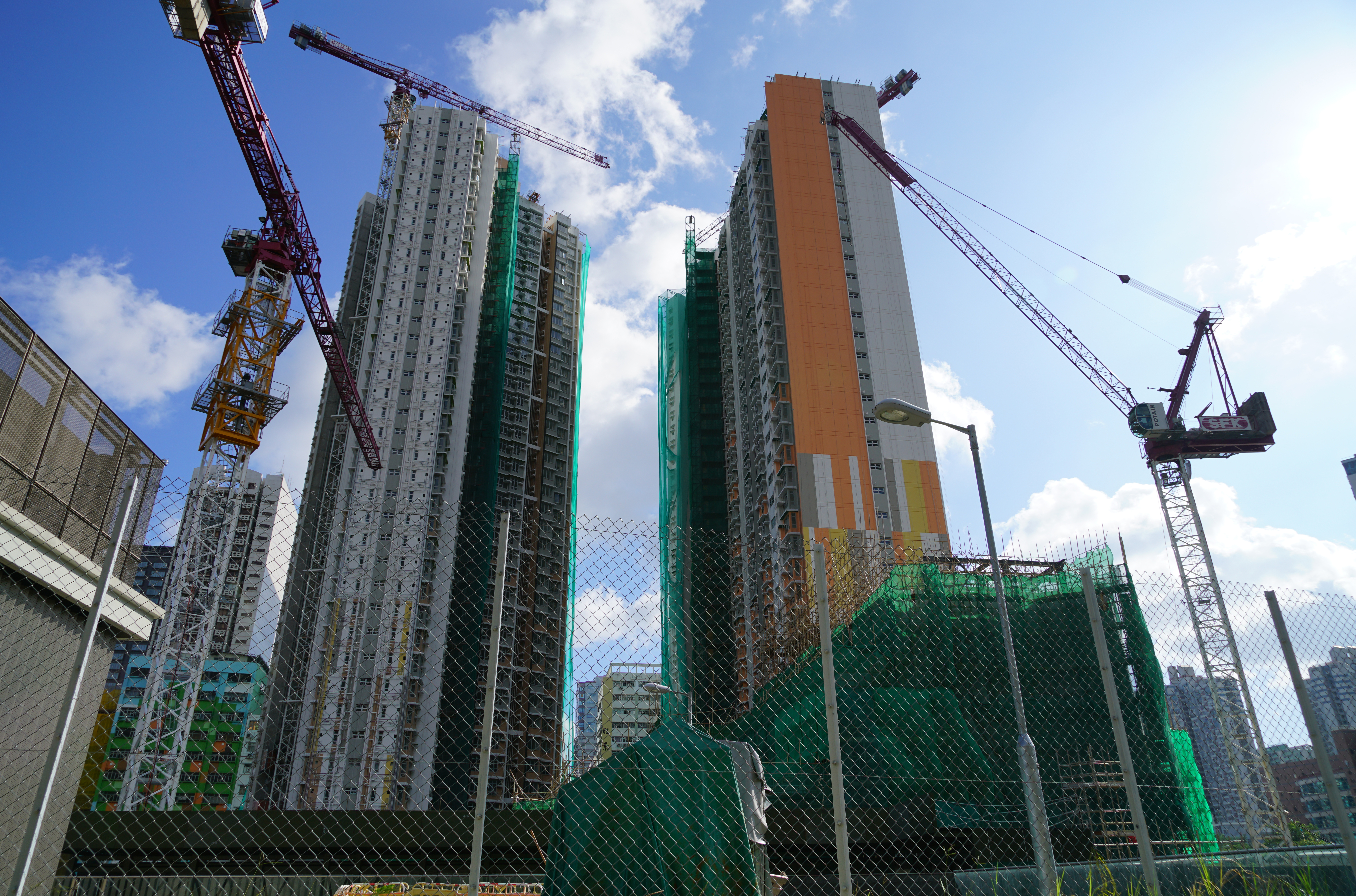
啟鑽苑第一期地盤（2020年8月）
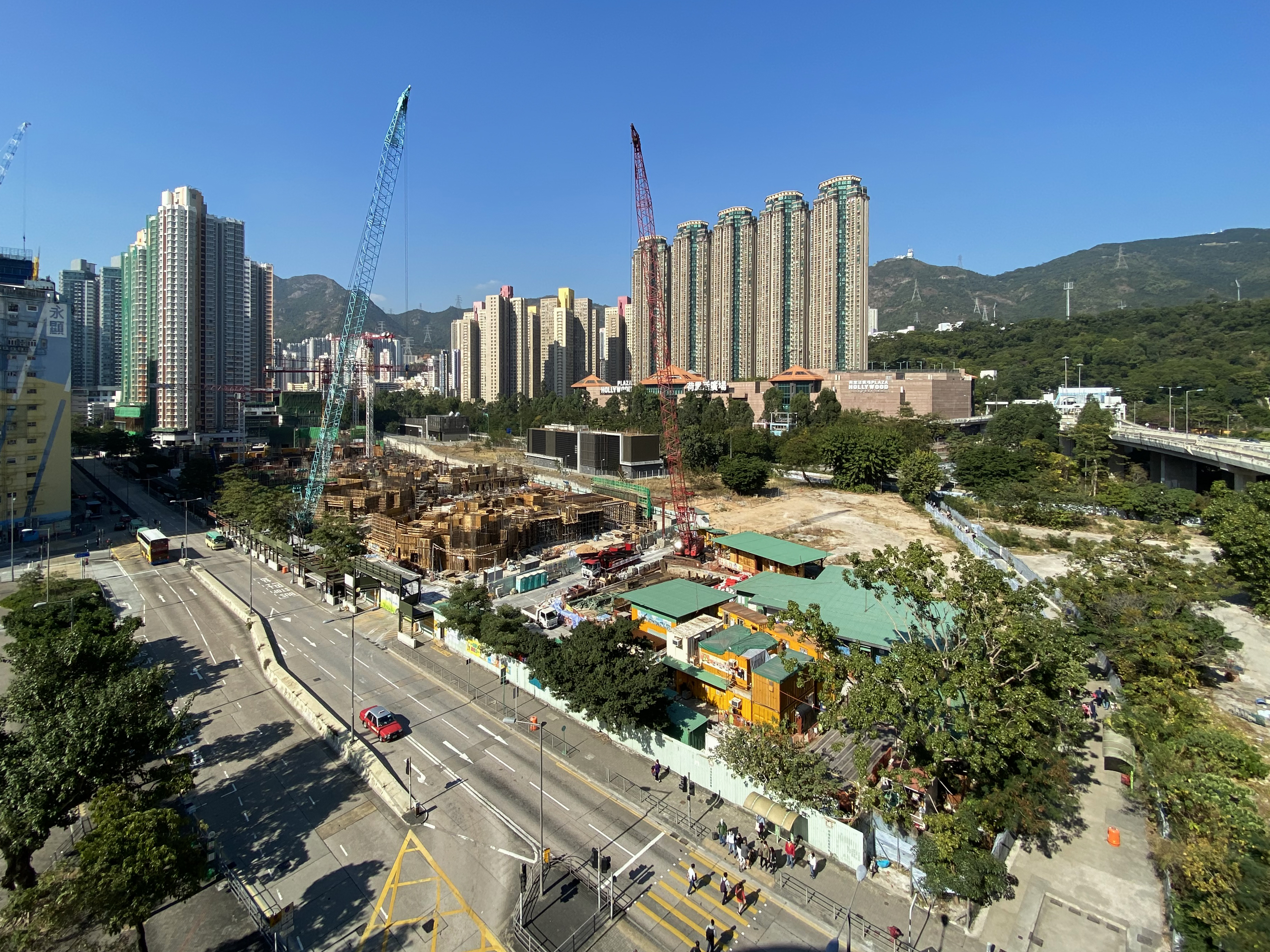
啟鑽苑第一及第二期地盤（2020年12月）
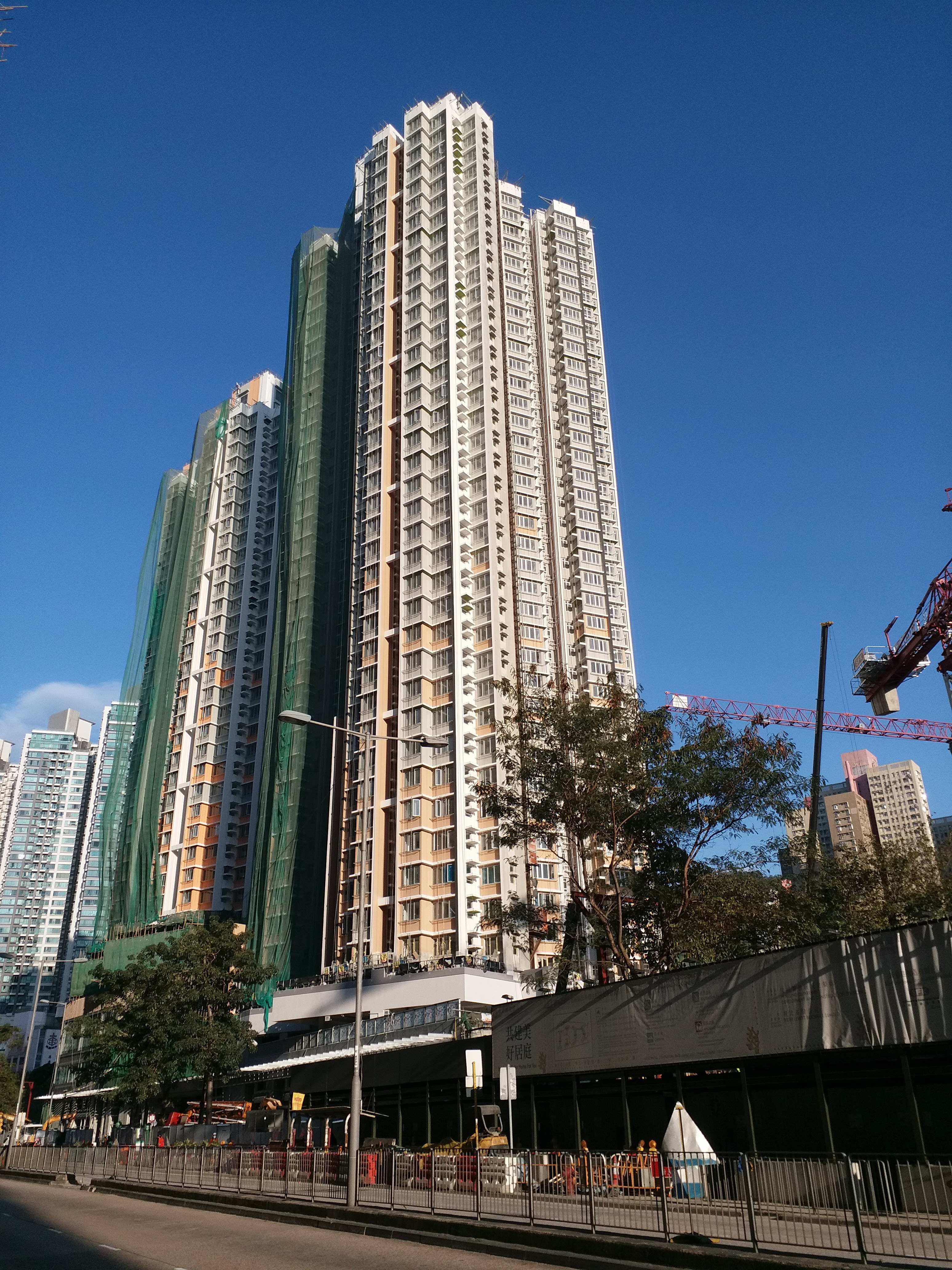
啟鑽苑第一期地盤（2021年1月）

#### 研究興建中香港首間孔廟
- 至2013年9月，孔教學院建議在鑽石山綜合發展區東面興建孔廟，預計總開支5億港元，佔地8,000平方米，樓面面積達25,000平方米，樓高4層，該廟以山東曲阜孔廟為基礎，整體布局以傳統四方格局排列，主要由泮池、櫺星門、大成門及大成殿組成，正門設置孔聖像。設有孔教文化圖書館和展覽館，展示孔教文化文物，設中醫診所提供低廉醫療服務；廟內亦會舉辦孔府家宴、孔府菜等特色飲宴。孔教學院原預計於2022年落成，但到同年才向城規會提交申請，預計2026年才完工。

#### 公共運輸交匯處公共交通工具總站
- 此交匯處位於項目東部，大老山隧道連接架空天橋下方，2024年1月6日啟用，取代四美街巴士總站，而該新公共交通總站名為鑽石山 (彩虹道) 公共運輸交匯處。

#### 文化園景大道及活水公園
- 文化園景大道位於鑽石山站屯馬綫部分上蓋，鑽石山活水公園位於項目西部，預計於2025年第2季落成。

#### 行人天橋及隧道通道
- 跨越龍翔道的FB1天橋接駁荷里活廣場及24小時通道以及FB2天橋接駁上元街取代現有的鋼橋（路政署結構編號：KF19），預計於2025-2026年落成。而FB3天橋通往黃大仙以及SW1隧道由鑽石山站至采頤花園預計於2026年落成。

## 曾提出的發展中建議

### 發展「環保屋邨」
- 2000年7月，香港政府表示清拆大磡村後騰空的土地將會作為公共發展用途，興建首個提供智能系統和環保設備的「綠色屋邨」，居民可以享用太陽能發電和智能空氣調節系統，家居污水亦可以循環再用[27]。屋邨包括逾十幢大廈，提供約3,000個單位，最快於2006年入伙，供10,000人居住；亦計劃在該區興建一個由多所學校組成的學校村[28]。同年11月，城市規劃委員會發言人表示，大磡村的發展權已經批准予房屋委員會，並且指出該地雖然已經規劃作為混合式發展，但是將會主要作為房屋及學校村等發展用途，並且意欲加入商業用途。然而，由於需要對該地作環境及交通等評估，現階段未能夠落實。至於有關的發展詳情，需要等待房屋委員會向該會遞交項目發展大綱藍圖後才可以定奪[29]。

### 擬作鐵路上蓋物業
- 政府於2007年表示將於大磡村內興建沙田至中環綫（綫路命名屯馬綫）車廠及鑽石山站，車廠處於地底3米下，以減少噪音污染及對景觀的影響，上蓋亦會進行物業發展項而屯馬綫鑽石山站毗連港鐵鑽石山站，以明挖隨填方式興建，設5層，位於前大磡村舊址的鑽石山綜合發展區內[30]。但是因為憂慮發展密度過高，而遭到黃大仙區議會及居民反對，港鐵決定更改新車廠選址在紅磡站附近的原紅磡貨運站設置列車停放處，而原地皮只劃出北面地塊以興建鑽石山站及相關配套設施。

### 其他發展建議
- 有香港電影業界及學者建議，將大磡村及新蒲崗發展成為創意產業區。電影工作者總會會長吳思遠表示，總會過去舉辦電影活動時缺乏適合場地，希望香港政府考慮將昔日片場林立及有香港荷里活之稱的大磡村用於發展電影工業[31]。亦有區議會議員建議設立李小龍紀念公園[32]。

## 資料來源與註釋
1. ↑  .   [2007-12-22]. （原始内容存档于2007-09-03）.
2. ↑  香港史學會. . 中華書局(香港)出版有限公司. 2014年7月15日  [2017年2月19日]. （原始内容存档于2017年2月20日）.
3. ↑  大磡三寶或難逃拆遷[] 《明報》 2012年12月30日
4. ↑  .   [2022-04-27]. （原始内容存档于2020-08-11）.
5. ↑  . 成報. 1999-06-08 （中文（香港））.
6. ↑  .   [2007-12-23]. （原始内容存档于2009-02-28）.
7. ↑  . 成報. 1999年9月6日 （中文（香港））.
8. ↑  . 天天日報. 1999年5月24日 （中文（香港））.
9. ↑  .   [2007-12-23]. （原始内容存档于2008-01-03）.
10. ↑  . 成報. 1999年6月8日 （中文（香港））.
11. ↑  【專業】候任輔理主教夏志誠專訪 （页面存档备份，存于），《公教報》，2014年8月1日
12. ↑  .   [2020-03-21]. （原始内容存档于2016-10-29）.
13. ↑  .   [2020-03-21]. （原始内容存档于2016-10-09）.
14. ↑  .   [2020-03-21]. （原始内容存档于2016-12-04）.
15. ↑  .   [2020-03-21]. （原始内容存档于2020-03-30）.
16. ↑  .   [2020-03-21]. （原始内容存档于2016-09-21）.
17. ↑  .   [2020-03-21]. （原始内容存档于2016-09-22）.
18. ↑  .   [2020-03-21]. （原始内容存档于2020-03-30）.
19. ↑  .   [2020-03-21]. （原始内容存档于2020-03-29）.
20. ↑  .   [2020-03-21]. （原始内容存档于2020-04-05）.
21. ↑  .   [2020-03-21]. （原始内容存档于2016-10-02）.
22. ↑  . 東方日報 (香港). 2013-12-29  [2013-03-03]. （原始内容存档于2013-01-03）.
23. ↑  . 信報財經新聞 (香港). 2012-12-29  [2022-04-27]. （原始内容存档于2020-10-29）.
24. ↑  . 東方日報 (香港). 2013-09-03  [2013-09-09]. （原始内容存档于2013-09-07）.
25. ↑  . 星島日報. 2021-01-13  [2021-01-13]. （原始内容存档于2021-01-13）.（繁體中文）
26. ↑  房屋委員會秘書（發展及建築處）.  (PDF). 黃大仙區議會.   [2021-01-14]. （原始内容存档 (PDF)于2021-05-06）.
27. ↑  明報：鑽石山 將建綠色屋邨 (2000年7月7日)
28. ↑  .   [2007-12-22]. （原始内容存档于2005-04-07）.
29. ↑  明報：大磡村清拆建環保屋邨 鑽石山將現新貌(2000年11月17日)
30. ↑   (PDF).   [2007-12-27]. （原始内容存档 (PDF)于2006-11-24）.
31. ↑  .   [2022-04-27]. （原始内容存档于2020-08-11）.
32. ↑   (PDF).   [2019-06-04]. （原始内容存档 (PDF)于2018-10-11）.

- 《黃大仙區風物志》，游子安 主編，黃大仙區議會，2003年
- 《晴天雨天大磡村》，梁廣福 著，明窗出版社，ISBN 962-973-631-4

## 外部連結
- 大磡照相紀念集
- 大磡村 影片（約2000年）（页面存档备份，存于）
- 聯誼路的華清池舊址影像（2008年11月）